# Jean-Pierre Grallet

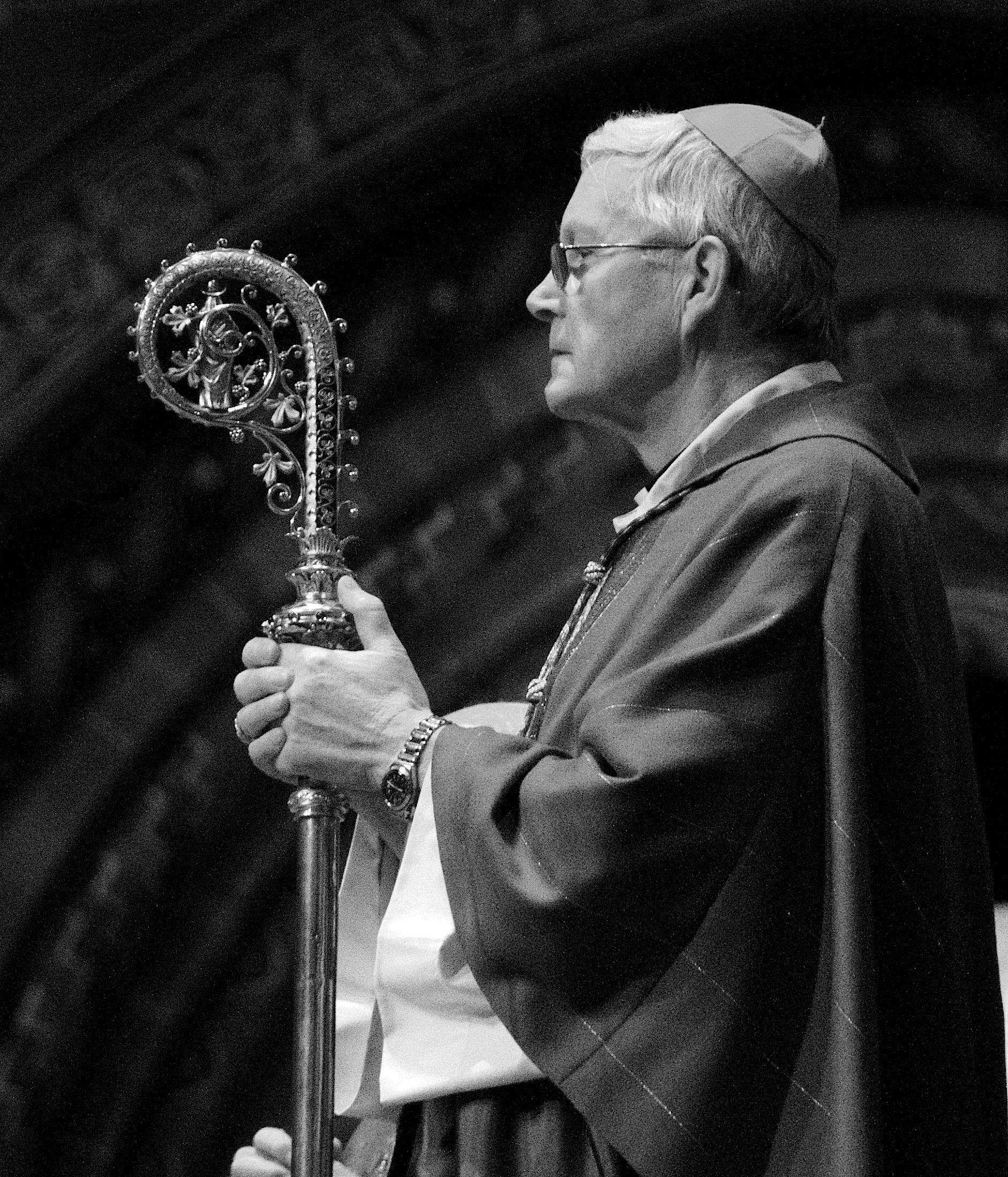
Erzbischof Jean-Pierre Grallet (Mai 2013)

Jean Pierre Grallet OFM (* 20. Mai 1941 in Rozelieures im Département Meurthe-et-Moselle) ist ein französischer Ordensgeistlicher und emeritierter römisch-katholischer Erzbischof von Straßburg.

## Leben

Erzbischofswappen

Jean Pierre Grallet wurde als Sohn eines Landwirts in einem kleinen Dorf in Lothringen geboren. Er ging in Épinal und Nancy in die Schule und begann dort das Studium der katholischen Theologie und Geschichte am „Grand Séminaire de Nancy“. Von 1965 bis 1969 besuchte er das Scolasticat franciscain in Orsay, wo er in den Franziskanerorden eintrat. Am 28. Juni 1969 empfing er die Priesterweihe.
Anschließend war er als Schulseelsorger und Religionslehrer in Orsay, Phalsbourg und Besançon tätig, bevor er Studentenpfarrer in Straßburg (1985 bis 1988) und Metz (1989 bis 1996) wurde. Gleichzeitig nahm er verschiedene Aufgaben in seinem Orden wahr. Von 1996 bis 2004 leitete er ein Studentenwohnheim in Straßburg.
Am 27. September 2004 ernannte ihn Papst Johannes Paul II. zum Titularbischof von Dardanus und zum Weihbischof im Erzbistum Straßburg. Die Bischofsweihe spendete ihm der Straßburger Erzbischof Joseph Doré am 23. Oktober desselben Jahres. Als Weihbischof war er für die Region Colmar zuständig, für die Diakonie sowie die Gefangenenseelsorge.
Nach dem gesundheitsbedingten Rücktritt seines Vorgängers wurde er am 21. April 2007 von Benedikt XVI. zum Erzbischof von Straßburg ernannt und am 13. Mai desselben Jahres in das Amt als 105. Oberhirte von Straßburg eingeführt.
Papst Franziskus nahm am 18. Februar 2017 seinen altersbedingten Rücktritt an.